# Metropolia Suva

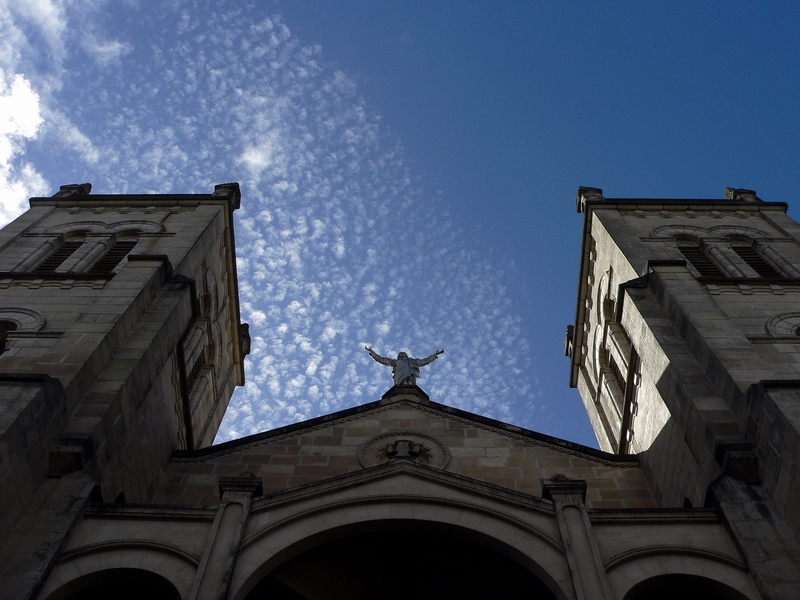
Fasada katedry Świętego Serca w Suwie

Metropolia Suva – metropolia Kościoła rzymskokatolickiego obejmująca trzy suwerenne państwa oraz jedno terytorium zależne w Oceanii: Fidżi, Kiribati, Nauru i Wyspy Cooka. Powstała w czerwcu 1966 roku. Od 2012 godność metropolity sprawuje fidżyjski hierarcha abp Peter Loy Chong. Jego siedzibą jest stolica Fidżi, Suva. W skład metropolii wchodzi jedna archidiecezja i dwie diecezje. Najważniejszą świątynią jest Katedra Świętego Serca w Suwie.